# Richard Hammond
Richard Mark Hammond, (Egyesült Királyság Solihull, Warwickshire 1969. december 19. –) becenevén "Hörcsög", többek között író és újságíró, a BBC műsorán futó nagy sikerű Top Gear (Csúcsmodellek) házigazdája, amit Jeremy Clarksonnal és James Mayjel együtt vezet. Műsorvezetője volt a Magyarországon a Discovery Channelen futó Brainiac (Eszement tudomány) és a Viasat 6-on futó Lehetetlen küldetés (Total Wipeout) című műsoroknak. Saját újsága a The Daily Mirror.[forrás?]

## Korai évek
1969. december 19-én született a warwickshire-i Solihullban. Anyja Eileen, apja Alan; két testvére van, Andrew és Nicholas. A család a 80-as években a yorkshire-i Riponba költözött.

## Tanulmányai
A Ripon Grammar School és a Solihull School diákja volt, 1987-1989-ig a Harrogate College of Art and Technology hallgatója volt és akkoriban nagy barátságban volt az író és akadémikus Jonathan Baldwinnel. Ezek után fotográfiát és médiát(televíziózást) végzett.

## Top Gear
2002-ben csatlakozott műsorvezetőként a Top Gear csapatához, műsorvezető-társai: Jeremy Clarkson és James May.

## Magánélete
2002. május 4-én feleségül vette az írónő Mindyt Prestbury-ben (Cheltenham) a St. Mary templomban. Két lányuk van: Isabella (sz. 2000 októberében) és Willow (sz. 2003 augusztusában). Jelenleg Payfordban él családjával, de van egy lakásuk Londonban is.

## Fordítás
- Ez a szócikk részben vagy egészben  a   Richard Hammond című angol Wikipédia-szócikk ezen változatának fordításán alapul.  Az eredeti cikk szerkesztőit annak laptörténete sorolja fel. Ez a jelzés csupán a megfogalmazás eredetét és a szerzői jogokat jelzi, nem szolgál a cikkben szereplő információk forrásmegjelöléseként.